# Giórgos Lillíkas
Giórgos Lillíkas (grec Γιώργος Λιλλήκας) (né le 1er juin 1960), est un homme politique chypriote.

## Biographie
Indépendant, il a été ministre des Affaires étrangères de Chypre du 13 juin 2006 au 16 juillet 2007.
En 2013, il est candidat à l'élection présidentielle, soutenu par le Mouvement pour la démocratie sociale et une partie du Parti européen et du Parti démocrate. Il atteint la troisième place, avec 24,93 % des suffrages. Dans la foulée, il fonde l'Alliance des citoyens, dont il est élu président.
En 2016, il est élu député.